# Catherine Ashton
Catherine Margaret Ashton, baronessa Ashton di Upholland (Upholland, 20 marzo 1956), è una politica britannica.
Membro della Camera dei lord, è stata Commissaria europea al commercio. Dal 2009 al 2014 ha ricoperto l'incarico di Alta rappresentante per gli affari esteri e la politica di sicurezza dell'Unione europea.

## Biografia

### Formazione
Il padre di Ashton proveniva da una famiglia di minatori e fu il primo della famiglia a frequentare l'università; era un ingegnere civile e un militante del partito laburista.
Educata al Upholland Grammar School, è stata la prima ed unica donna della sua famiglia ad avere frequentato l'università. Conseguì una laurea in materie economiche presso il Bedford College alla Università di Londra.

### Carriera professionale
Dopo la laurea, Ashton cominciò a lavorare per la Campagna per il disarmo nucleare, di cui fu vice segretario generale fino al 1983.
Dal 1983 al 1989 ha lavorato in vari enti ed associazioni in favore dei disabili e di altre categorie svantaggiate oltre che nel campo delle associazioni per la tutela del consumatore, come "The Coverdale Organisation" ed il "Central Council for Education and Training in Social Work". Ha diretto l'organizzazione "Business in the Community", un consorzio di 750 società che promuove la responsabilità sociale d'impresa.
Negli anni novanta ha lavorato prevalentemente come consulente politico freelance. Ha guidato l'"Autorità sanitaria dell'Hertfordshire" dal 1998 al 2001 ed è stata vicepresidente del Consiglio nazionale per le famiglie monogenitoriali.

### Carriera politica
Ashton non si è mai candidata in competizioni elettorali. Nel 1999 Ashton è stata nominata baronessa di Upholland ed è entrata a far parte della Camera dei lord. Nel maggio 2006 fu nominata membro del Consiglio privato di sua maestà.
Nel 2001 fu nominata sottosegretario all'istruzione. È stata la responsabile del progetto per l'istruzione "Sure Start" tra il 2002 e il 2004. Nel settembre 2004 fu nominata sottosegretaria presso il dipartimento degli affari costituzionali, dove si fece riconoscere per la sua attenzione per le pari opportunità, i diritti umani e i diritti LGBT.

#### Leader della Camera dei lord, 2007-2008
Dopo l'arrivo di Gordon Brown a capo del governo nel 2007, Ashton fu nominata Leader della Camera dei lord e Lord presidente del Consiglio della regina. Gestì l'approvazione del trattato di Lisbona nella Camera dei lord. Fu inoltre la responsabile per le pari opportunità all'interno della Camera.

#### Commissaria europea per il commercio, 2008-2009
Nell'ottobre 2008 Ashton fu nominata commissaria europea per il commercio e subentrò al suo connazionale, barone Mandelson, divenuto ministro. Fu la prima commissaria europea donna del Regno Unito. Svolse l'incarico per circa un anno, ma i suoi risultati furono ritenuti piuttosto positivi. In particolare, riuscì a concludere un importante accordo commerciale con la Corea del Sud e un accordo sul commercio delle banane.

#### Alta rappresentante per gli affari esteri dell'UE, 2009-2014

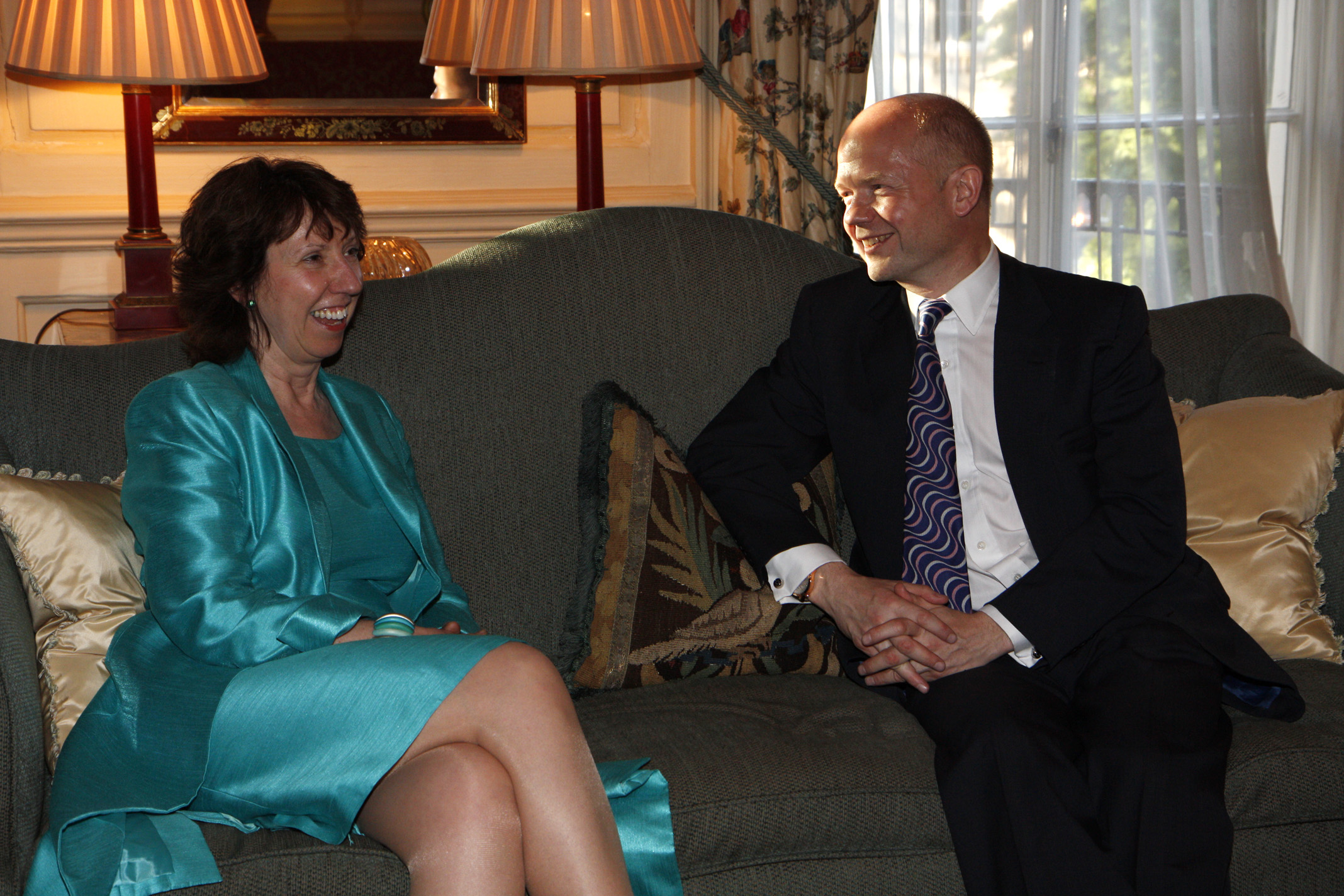
Catherine Ashton a colloquio con il Segretario di Stato per gli affari esteri e il Commonwealth William Hague nel 2010.

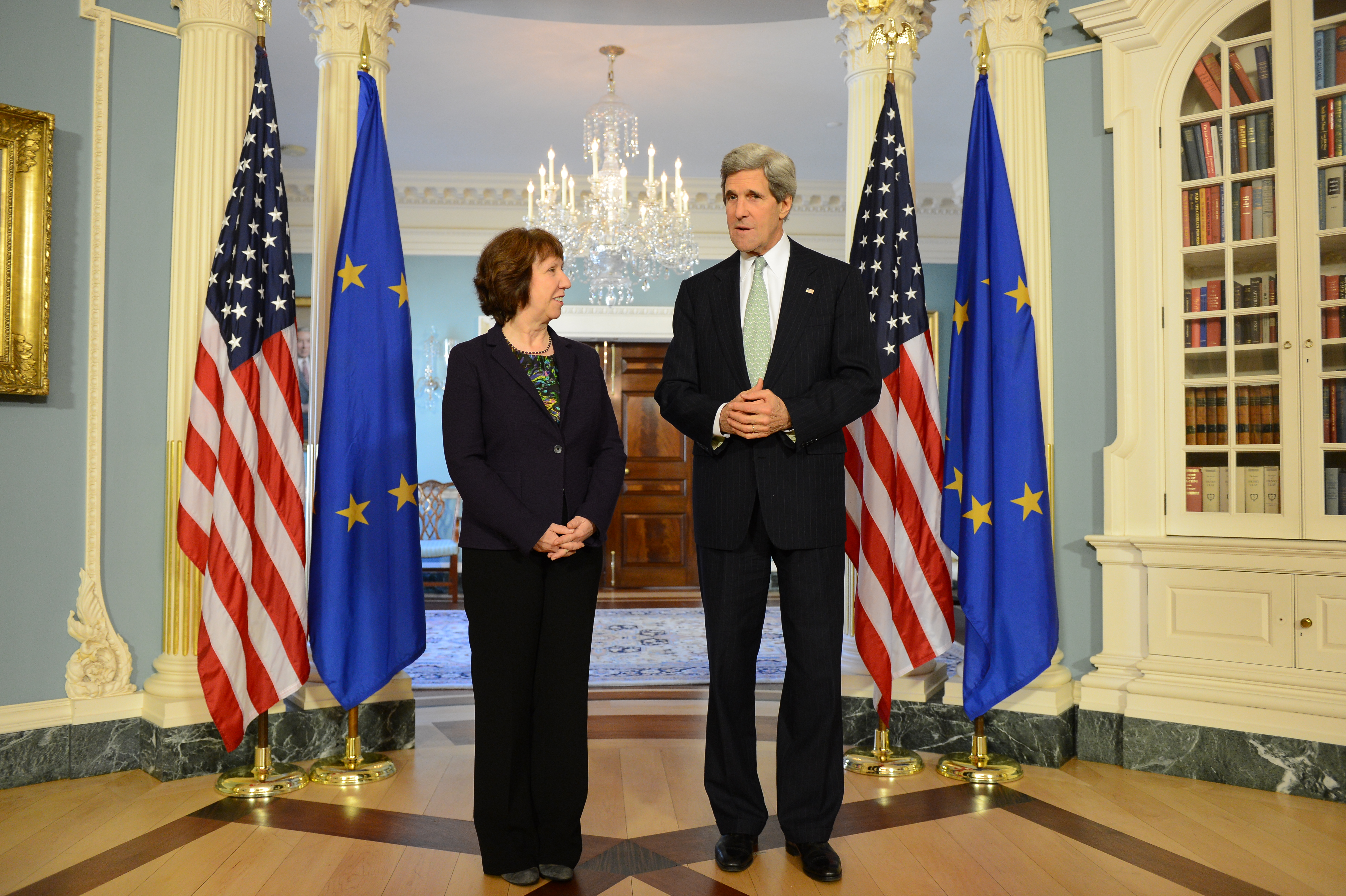
Lady Ashton e il Segretario di Stato degli Stati Uniti John Kerry.

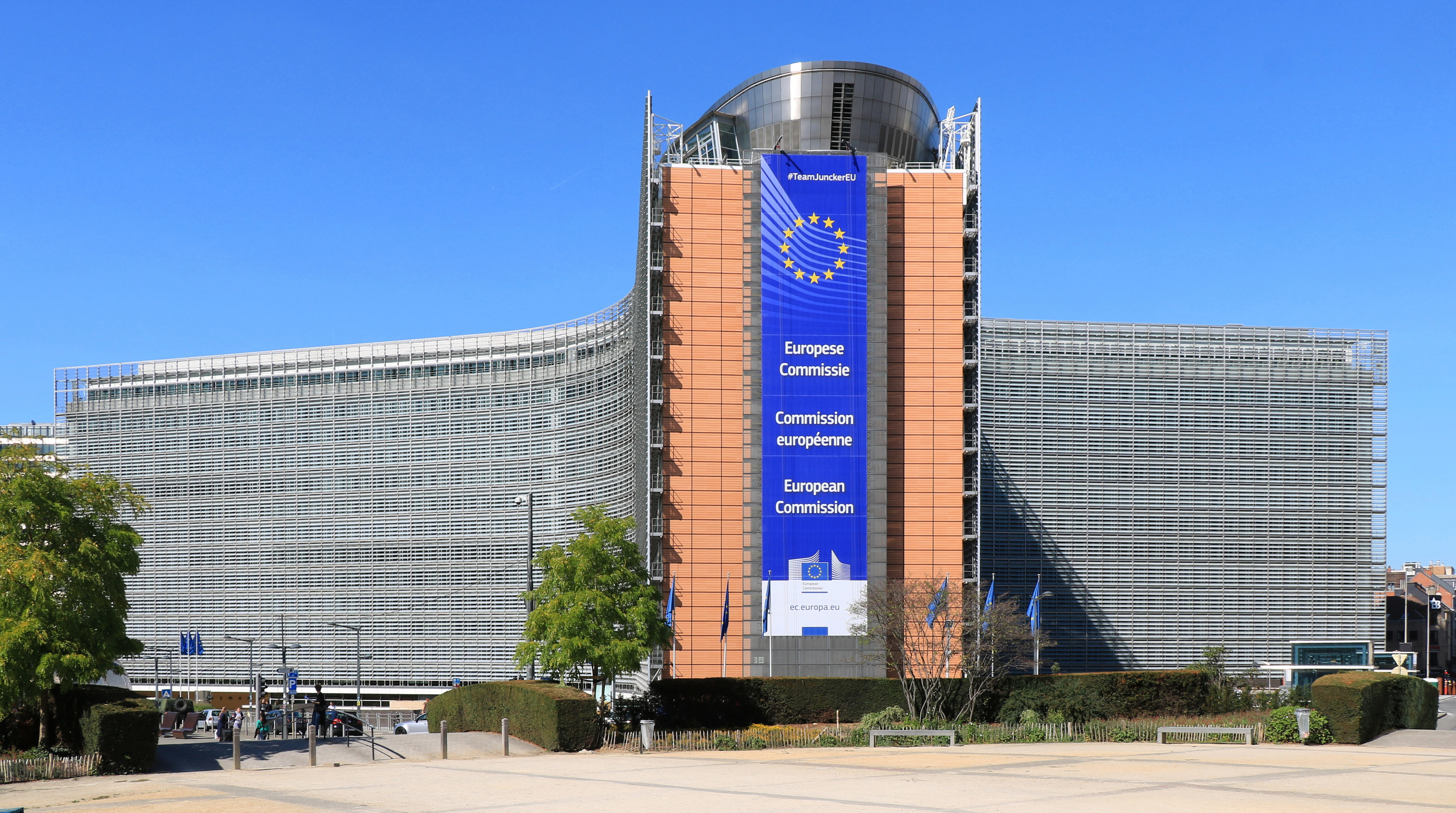
La Commissione Europea, di cui Catherine Ashton è stata Vicepresidente dal 2010 al 2014.

Il Consiglio europeo straordinario del 19 novembre 2009 la designò al ruolo di Alta rappresentante per gli affari esteri e la politica di sicurezza dell'Unione europea, facendola divenire, di fatto, il primo "ministro degli Esteri" dell'Unione a seguito dell'entrata in vigore del trattato di Lisbona, fissata per il 1º dicembre dello stesso anno. Ashton fu anche vicepresidente della Commissione europea. La sua nomina fu promossa in particolare dal primo ministro britannico Gordon Brown, suo amico e alleato politico. Dichiarò di essere stata leggermente sorpresa dalla nomina, che suscitò sorpresa anche in molti osservatori a causa della relativa inesperienza di Ashton in politica estera.
Durante lo svolgimento del suo mandato Ashton fu oggetto di numerose critiche da varie parti. Tra le altre ragioni, fu criticata per non essersi recata rapidamente ad Haiti dopo il terremoto del gennaio 2010, per non avere presenziato ad un vertice dei ministri europei della difesa, per la sua mancata conoscenza delle lingue straniere, per l'abitudine di trascorrere i fine settimana a casa a Londra, per alcune nomine da lei fatte per il Servizio europeo di azione esterna.
Cancelliere dell'Università di Warwick, 2017
Dal primo gennaio 2017 subentrò a Richard Lambert come Cancelliere dell'Università di Warwick. Si tratta della prima donna a ricoprire questo ruolo nella storia dell'università.

## Vita privata
Ashton è sposata con l'ex giornalista e sondaggista Peter Kellner, esponente del Partito laburista e direttore dell'organizzazione YouGov. La coppia ha due figli naturali e tre adottati.

## Curiosità
Lady Ashton è appassionata della serie televisiva Doctor Who e nel suo soggiorno ha una riproduzione in scala naturale del personaggio Dalek. 
È stata l'unica tra gli Eurocommissari in carica a non aver partecipato al video di benvenuto alla Croazia come 28º paese membro.

## Premi
- Laurea honoris causa, University of East London, 2005[12]
- Ministro dell'anno per House Magazine, 2005[5]
- Lord dell'anno per Channel 4, 2005[5]
- Politico dell'anno per Stonewall, 2006.[5]